# Arnaud-François Lefèbvre
Arnaud-François Lefèbvre (21 de dezembro de 1709 - 27 de março de 1760) serviu como Vigário Apostólico de Cochinchina (1741–1760).

## Biografia
Arnaud-François Lefèbvre nasceu em Calais, França, e foi ordenado sacerdote da Société des Missions étrangères de Paris. A 6 de outubro de 1741, o Papa Bento XIV nomeou-o Vigário Apostólico de Cochin e Bispo Titular de Nea Aule. A 6 de janeiro de 1743 foi consagrado bispo por Jean de Lolière-Puycontat, Vigário Apostólico do Sião. Serviu como Vigário Apostólico de Cochin até à sua morte a 27 de março de 1760.
Enquanto bispo, foi o consagrador principal de Edmond Bennetat, Vigário Apostólico Coadjutor de Cochinchina e Bispo Titular de Eucarpia (1748).